# Schuylkill Haven, Pennsylvania
Schuylkill Haven là một thị trấn thuộc quận Schuylkill, tiểu bang Pennsylvania, Hoa Kỳ. Năm 2010, dân số của thị trấn này là 5437 người.